# Volkswagen Golf VIII
El Volkswagen Golf VIII (también conocido como el Golf 8) es un automóvil del segmento C, la octava generación del Volkswagen Golf y el sucesor del Volkswagen Golf 7. Se presentó en Wolfsburgo el 24 de octubre de 2019 y llegó a los salones de exposición europeos en diciembre de 2019.
El Golf 8 se monta sobre la misma plataforma MQB de su generación antecesora igual que la tercera generación del Audi A3 y del SEAT León, aunque esta vez es una plataforma evolucionada tecnológicamente.

## Características

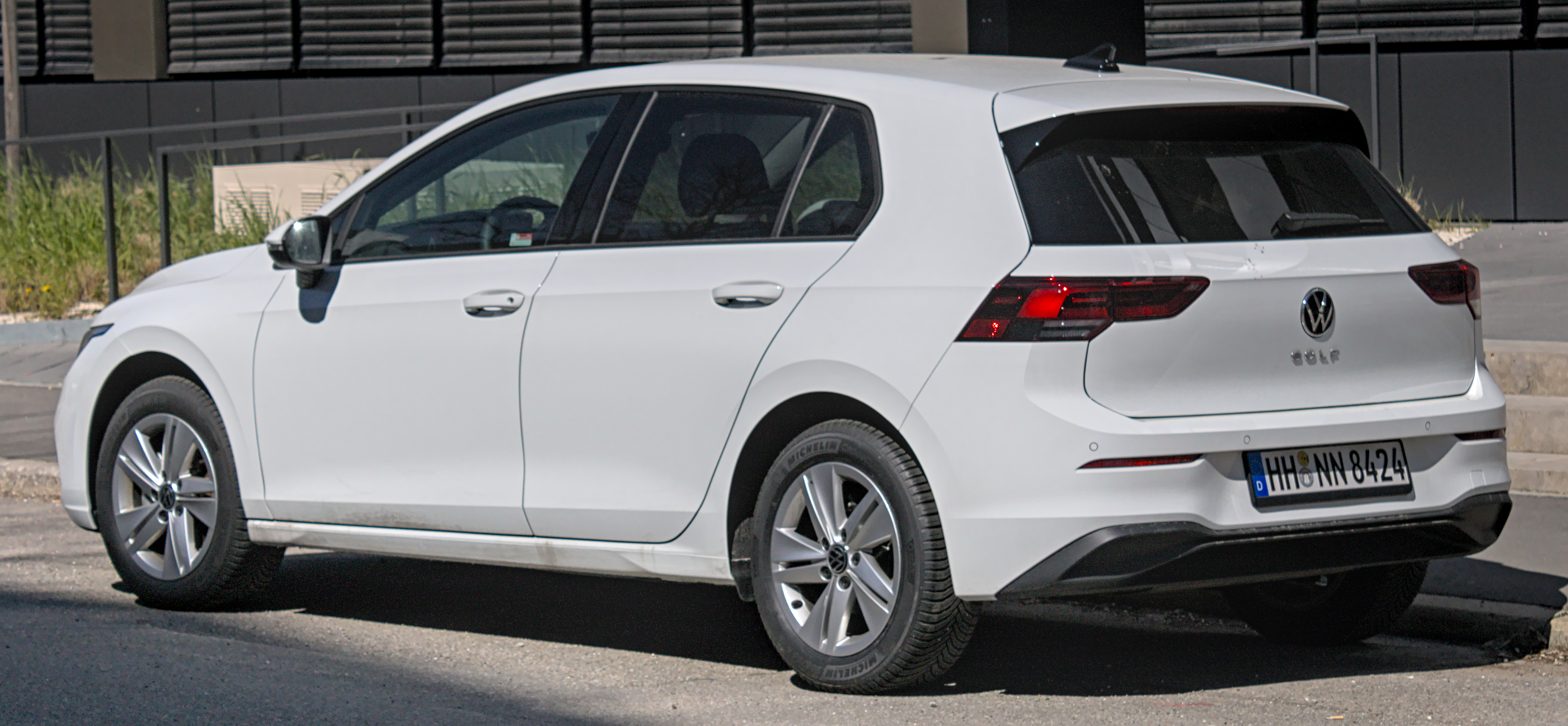
Vista trasera

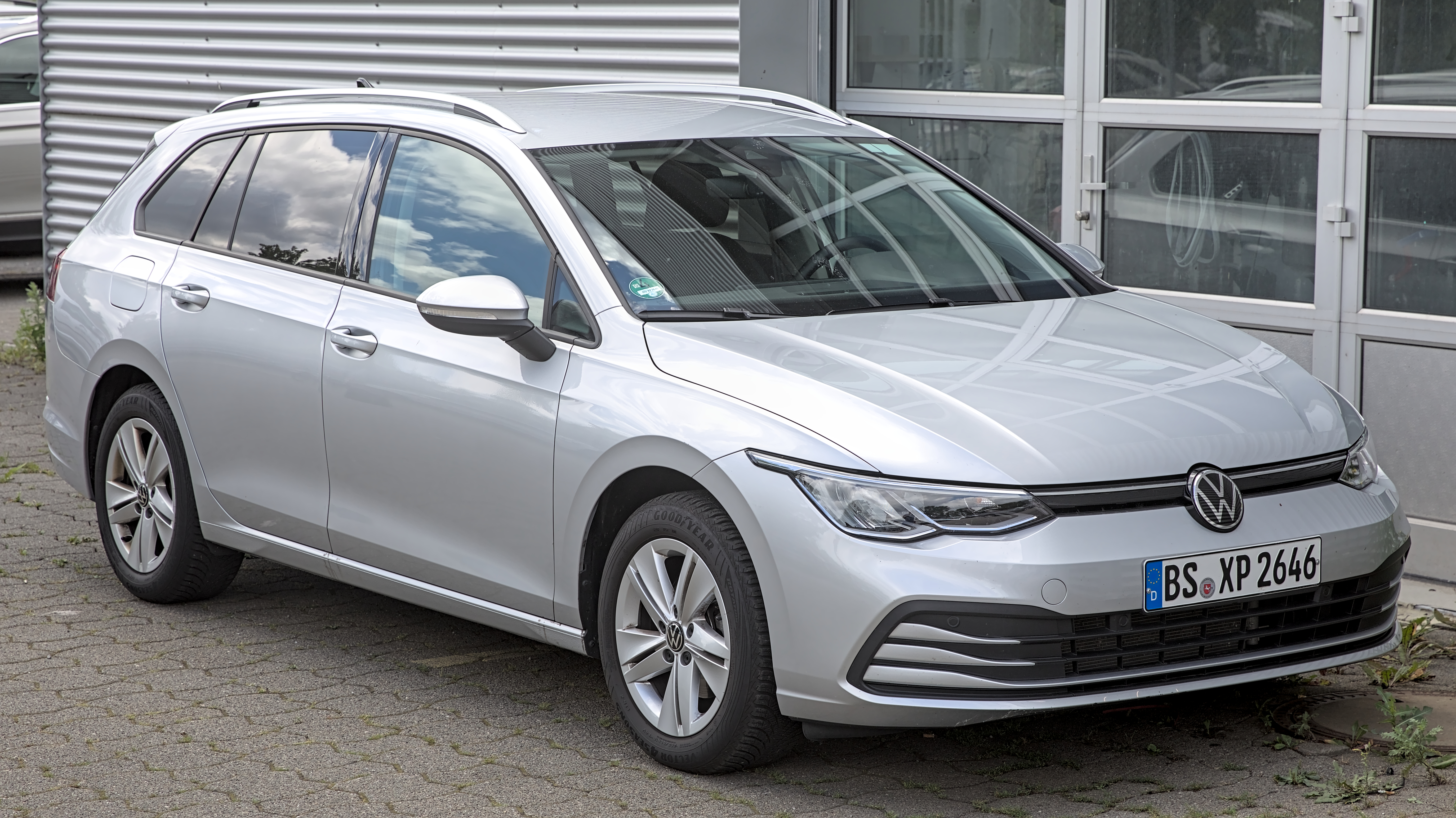
Versión Variant

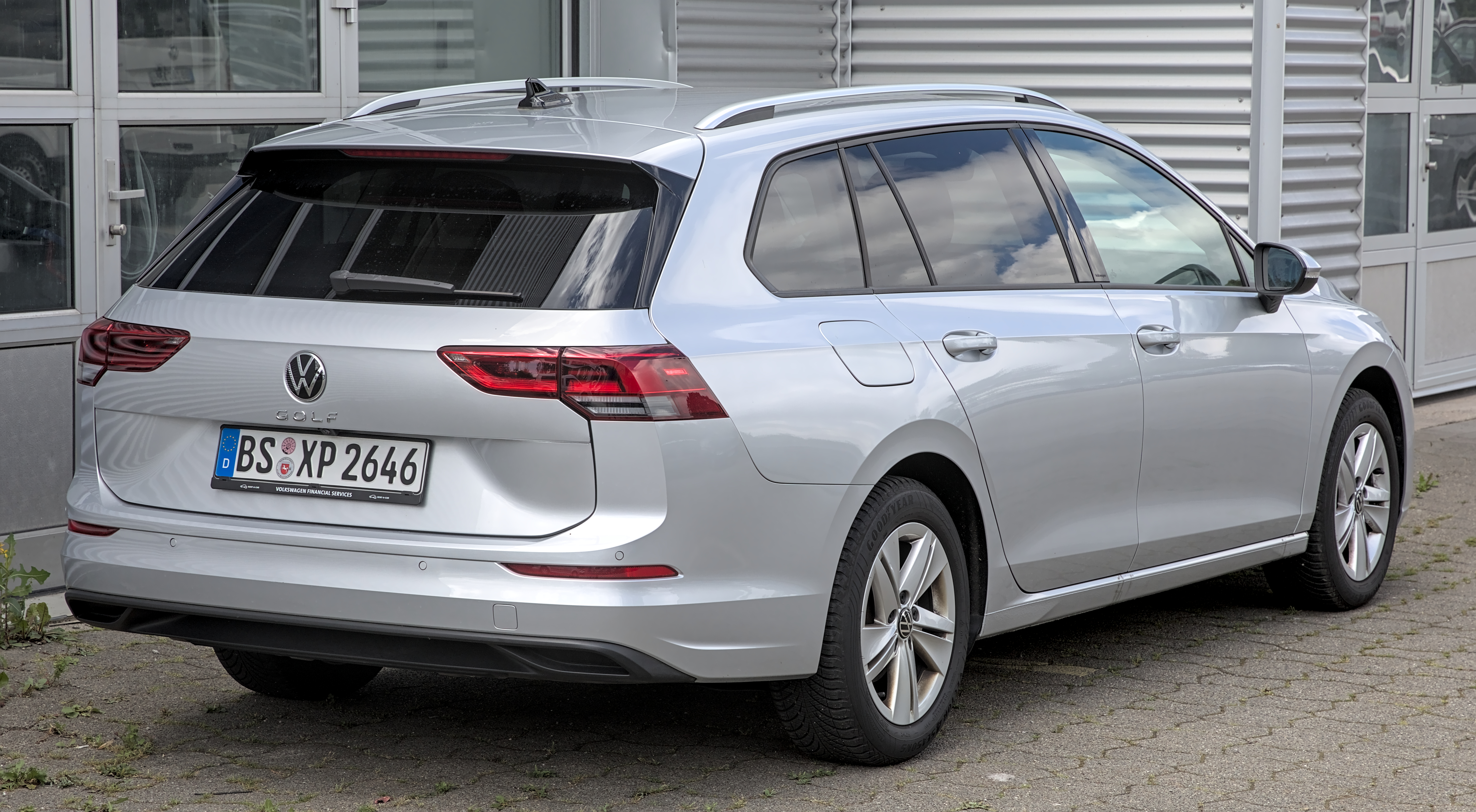
Vista trasera

El Golf VIII no se aleja mucho del diseño del VII en su exterior, mientras que en el interior hay cambios más significativos. Otros rasgos propios del Golf 8 se encuentran en la unión de las ópticas delanteras mediante un listón que formará parte de la firma luminosa del modelo en sus versiones más equipadas, así como en las branquias que flanquean el radiador. Los faros están más estilizados junto con nuevos logos, y el coeficiente de arrastre se redujo a 0.275 comparado con los 0.29 del 7. Comparado con la generación anterior, el Golf 8 es 29 mm más largo, sin embargo la batalla es 1 mm más corta; además es 10 mm más angosto y 4 mm más alto. El hatchback de tres puertas ha sido descontinuado, dejando al hatchback cinco puertas como el único modelo disponible en su lanzamiento, con la posibilidad de que después llegue una vagoneta. En Estados Unidos, los únicos modelos confirmados son el GTI y el R. El VIII enfatiza sus avances tecnológicos, incluyendo:
- Faros Matrix-led - Opcionales, previamente disponibles en los Touareg CR y Passat B8. Cada módulo de faro presenta 22 LEDs individuales.
- Llave móvil - Después de enlazarse en el sistema de infotenimiento, el vehículo puede ser desbloqueado vía comunicación de campo cercano al acercar un teléfono inteligente Samsung compatible cerca de la manija.
- Opciones de tren motriz híbrido suave - Comercializadas como eTSI, los modelos híbridos suaves usan un sistema de 48-V con un motor de tres cilindros en línea 1.0 litros o un motor de cuatro cilindros en línea 1.5 litros (ambos acoplados a una DSG de 7 velocidades).

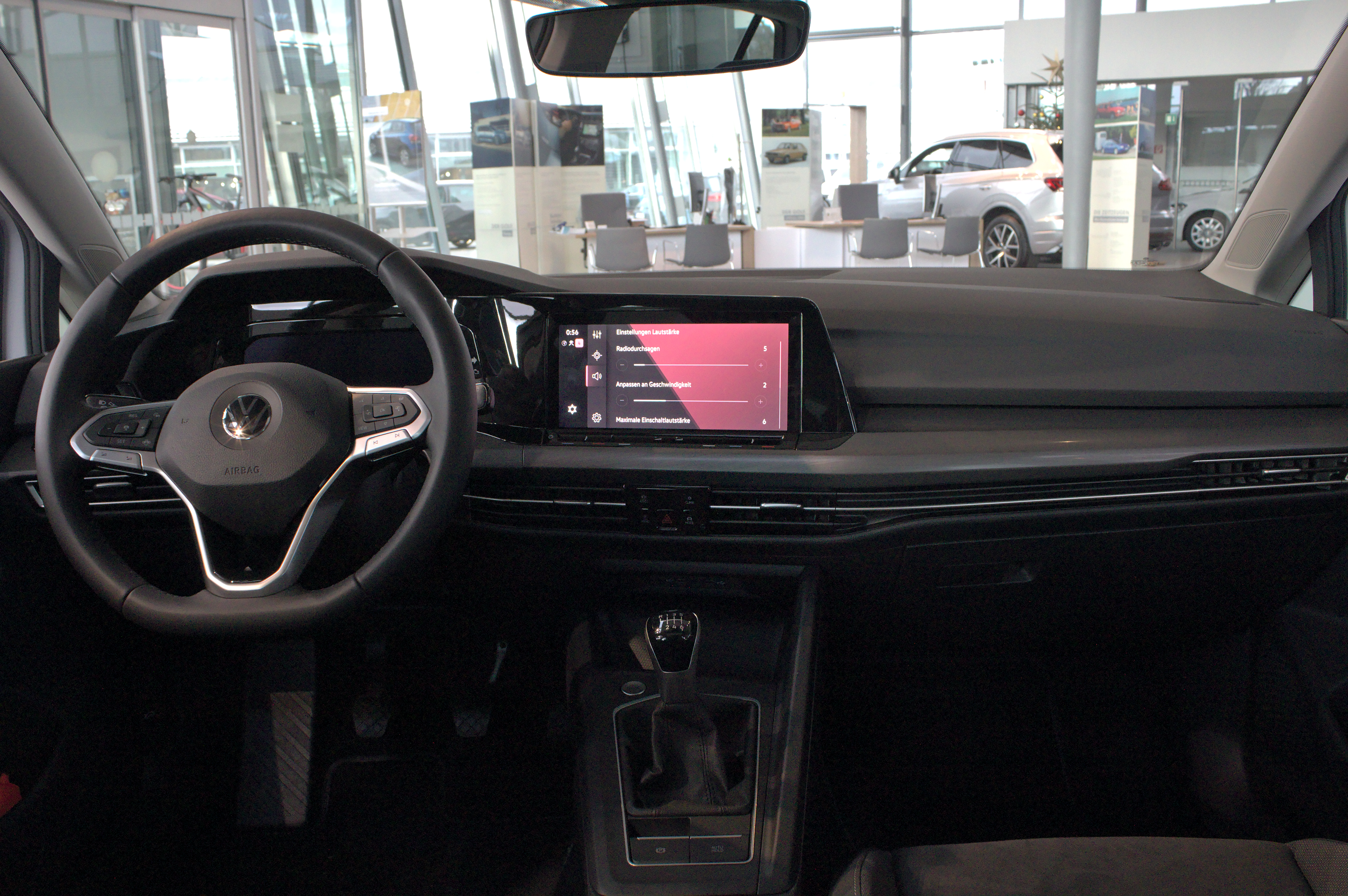
Vista interior

- Cabina Innovision - el Panel de instrumentos análogo tradicional ha sido reemplazado por una pantalla completamente digital. El interior presenta una pantalla para el conductor de 10 pulgadas, con una pantalla táctil de 8 o 10 pulgadas.
- Head-up display avanzado - El head-up display proyecta imágenes directamente en el parabrisas y puede mostrar información variada tal como notificaciones de la navegación y velocidad de viaje.
- Travel assist - Tomado del Passat, este actúa como un sistema de conducción semiautónomo que puede trabajar a velocidades de hasta 210 km/h. Utiliza control de crucero adaptativo y sistemas de asistencia de mantenimiento de carril, el volante tiene sensores que detectan cuando el conductor lo está tocando. Si no se detectan entradas por más de 15 segundos, el sistema de freno de emergencia detendrá el carro automáticamente de manera segura.
- Características bajo demanda - Los conductores pueden mejorar su vehículo con nuevas funciones después de comprarlo, tales como control de crucero adaptativo, hotspot WiFi, control de voz en línea, asistencia de luz, navegación y App-connect inalámbrico.
- Panel digital - Los controles convencionales para los faros y luces de niebla también han sido reemplazados, ahora los controles para la mayoría de los sistemas se encuentran en el panel.
- DSG Shift-by-wire - El pomo de cambios es significativamente más pequeño debido a la adopción de un sistema shift-by-wire.
- Integración de Alexa - Alexa puede realizar varias órdenes vía control por voz, junto con un sistema de control por voz nuevamente desarrollado.
- Car2X - Se puede intercambiar información con otros automóviles y la infraestructura de tráfico dentro de un radio de hasta 800 m.
- Control de climatización de tres zonas - Nombrado Air Care Climatronic, el control de climatización tiene una función Smart Climate y está disponible en las versiones más equipadas.

Este Golf también tiene una versión familiar, denominada Variant.

## Motores
Todos los motores de combustión interna son unidades turbocargadas de tres o cuatro cilindros. Las opciones de motorización al momento del lanzamiento son un motor a gasolina sobrealimentado de 1.0 litros (TSI) con 89 PS o 110 PS, otro de 1.5 litros con 130 PS o 150 PS, motores híbridos suaves sobrealimentados (eTSI) con 110 PS, 130 PS o 150 PS, un motor híbrido enchufable sobrealimentado de 1.4 litros (eHybrid) con 203 PS o 245 PS y un motor diésel sobrealimentado de 2.0 litros TDI con 115 PS o 150 PS. También está disponible un modelo TGI a gas natural comprimido (CNG). Los motores diésel también tienen reducción catalítica selectiva AdBlue. El modelo e-Golf ofrecido en el Golf VII fue sucedido por el ID.3.

## Golf GTE

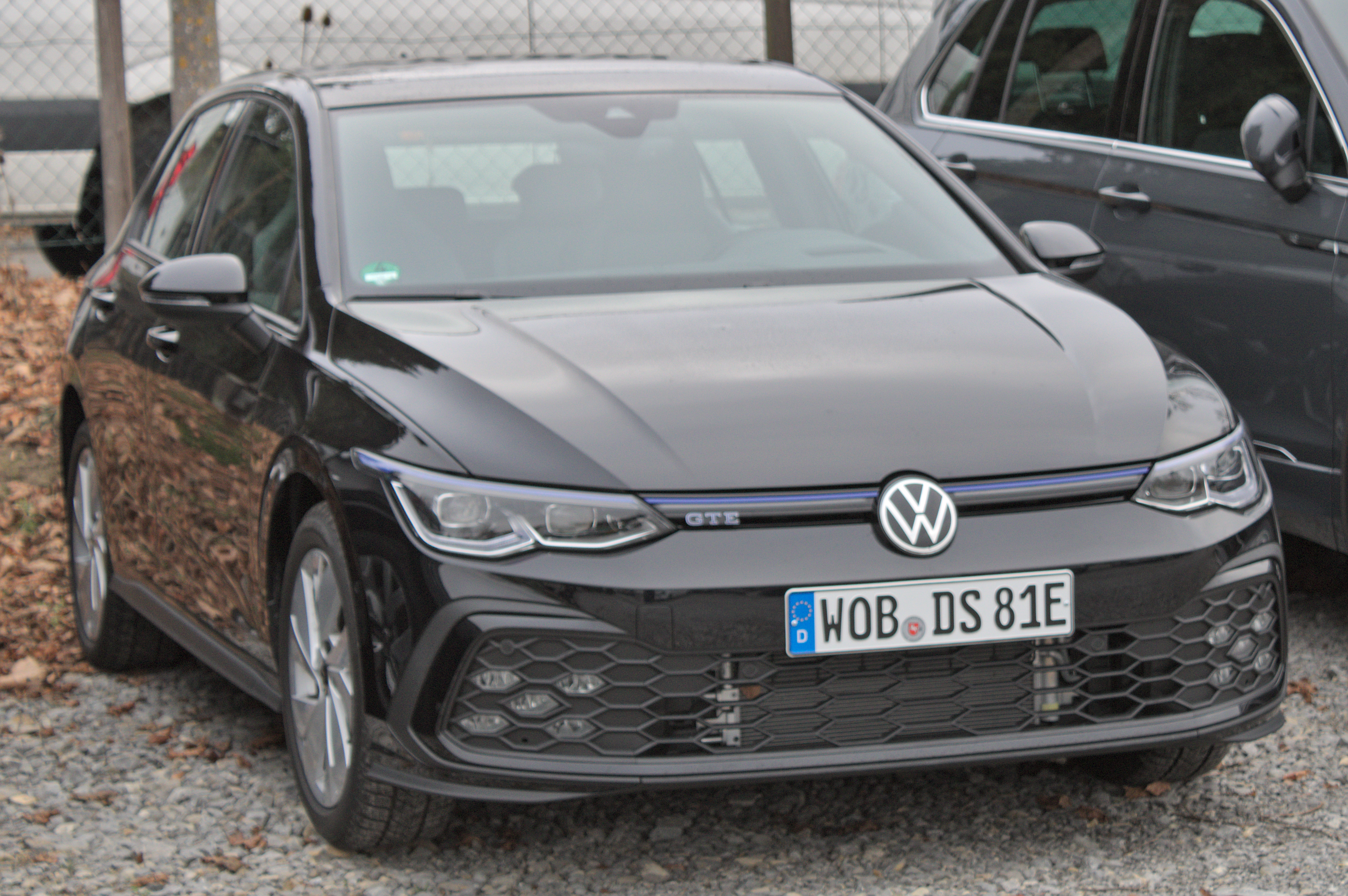
Versión GTE

El Golf GTE es un modelo híbrido enchufable de alto desempeño. Produce 245 PS, tiene un alcance completamente eléctrico de 59.5 km en modo EV, con una batería de ion de litio de 12 kWh que suplanta al motor a gasolina de inyección directa TSI de 1.4 litros. El GTE usa una caja de cambios DSG de siete velocidades, una mejora sobre la unidad de seis velocidades del GTE de séptima generación. Se distingue exteriormente de los modelos Golf menos potentes por una carrocería más agresiva específica para el GTE. El frente lleva una parrilla de panal de abeja grande con detalles negros en la parte inferior de la fascia, mientras que la parte trasera tiene un parachoques trasero al estilo de un difusor. El alerón del techo también es exclusivo, así como los faldones de los paneles laterales más anchos, llantas más grandes y calipers de freno rojos. Por dentro, los asientos deportivos, reposacabezas integrados, botón de encendido, volante deportivo, pomo de cambios, pedales de acero inoxidable y telas interiores especiales también son únicas. Además, se integra una luz exterior de ambiente dentro de la parrilla.

## Rediseño de 2024
En 2024 el Golf VIII recibe un rediseño, en el que en el exterior, se cambian los faros y paragolpes delantero, mientras que en el interior se sustituyen los mandos del volante táctiles por mecánicos y se añade un nuevo sistema multimedia. También tiene nuevos elementos de equipamiento y diferencias en los motores disponibles. Diseñador es el madrileño Arturo Peralta.
| Volkswagen Golf (2024) |
| Volkswagen Golf (2024) |

| Volkswagen Golf (2024) |
| Volkswagen Golf (2024) |

|                                |
| Volkswagen Golf Variant (2024) |

|                                |
| Volkswagen Golf Variant (2024) |